# Linah Mohohlo
Linah Kelebogile Mohohlo (Ramotswa, 13 de fevereiro de 1952 – Gaborone, 2 de junho de 2021) foi uma economista e banqueira botsuanesa. Foi a primeira mulher a ocupar os cargos de Governadora do Banco de Botswana (1999-2016) e Chanceler da Universidade de Botswana (2017-2021).

## Biografia

### Formação e início de carreira
Nascida em Ramotswa, Botswana, Mohohlo graduou-se em Contabilidade e Economia pela Universidade de Botswana e Suazilândia (atual Universidade de Botswana) e obteve seu mestrado em Economia pela Universidade George Washington, nos Estados Unidos. Iniciou sua carreira no Banco de Botswana em 1976, ocupando diversas posições antes de ser nomeada Governadora.

### Governadora do Banco de Botswana
Durante seus 17 anos como Governadora do Banco Central, Mohohlo implementou políticas que contribuíram para a estabilidade econômica de Botswana, mesmo durante a crise financeira global de 2008. Sua gestão foi marcada pelo fortalecimento do sistema bancário, promoção da inclusão financeira e manutenção de baixas taxas de inflação.

### Chanceler da Universidade de Botswana
Após sua aposentadoria do Banco Central, Mohohlo assumiu a chancelaria da Universidade de Botswana em 2017. Durante seu mandato, buscou promover a excelência acadêmica, a pesquisa e o desenvolvimento da instituição como um centro de referência para o país.

## Reconhecimento e prêmios
Mohohlo recebeu diversos prêmios e reconhecimentos por sua contribuição para o desenvolvimento econômico e acadêmico de Botswana, incluindo o título de "Governadora do Banco Central do Ano para a África" pela revista The Banker, em 2001, e um doutorado honorário em Direito pela Universidade de Exeter, em 2002.